# Elvira Saadi
Elvira Fuadovna Saadi (Russisch: Эльвира Фуадовна Саади) (Tasjkent, 2 januari 1952) is een voormalig turnster uit de Sovjet-Unie.
Saadi werd met haar ploeggenoten zowel in 1972 als in 1976 olympisch kampioen in de landenwedstrijd. In 1974 won Saadi tijdens de wereldkampioenschappen de gouden medaillewinnaars de landenwedstrijd en de bronzen medaille op vloer. Na haar actieve carrière werd Saadi turncoach. 

## Resultaten

### Olympische Zomerspelen
| Jaar | Plaats  | Resultaten                  |
| ---- | ------- | --------------------------- |
| 1972 | München | landenwedstrijd 8e meerkamp |
| 1976 | München | landenwedstrijd             |

### Wereldkampioenschappen
| Jaar | Plaats | Resultaten                                        |
| ---- | ------ | ------------------------------------------------- |
| 1974 | Varna  | landenwedstrijd · vloer · 4e individuele meerkamp |